# Списак награда и номинација које је примила Џоана Кетлин Роулинг
Џоана Кетлин Роулинг, позната под псеудонимом Џ.К.Роулинг, је британска књижевница и филантроп. Освојила је бројна признања за своју серију књига о Харију Потеру, укључујући опште књижевне награде, признања у књижевности за децу и награде за спекулативну фантастику. Серија је освојила више британских књижевних награда, почевши од Дечје књиге године 1997. и 1998. за прва два тома, Хари Потер и камен мудрости и Хари Потер и одаја тајни. Године 2000. трећи роман, Хари Потер и затвореник из Азкабана, номинован је за награду за одрасле – Whitbread Book of the Year – где се такмичио са књигом лауреата Нобелове награде (превод Беовулфа Шејмуса Хинија). Орган за доделу награде дао је Роулинговој награду за децу (у вредности од половине новчаног износа); неки научници ово сматрају разоткривањем књижевних предрасуда према књигама за децу.   Следеће је уследило додељивање Хуго награде Светске конвенције о научној фантастици 2001. за четврту књигу, Хари Потер и ватрени пехар, и награда за одрасле Британске награде за књиге – Књига године 2006. за шести роман, Хари Потер и Полукрвни Принц.
Роулингове награде за рану каријеру укључују Орден Британског царства (OBE) за заслуге у књижевности за децу 2000. године, а три године касније и награду шпанског принца од Астурије за Конкорд. Освојила је награде за аутора године Британских књижевних награда и награде за изузетна достигнућа у низу о Харију Потеру . Након завршетка серије, Time (часопис) је Роулинг прогласио другопласираном за личност године 2007., наводећи друштвену, моралну и политичку инспирацију коју је дала Потер манија. Две године касније, француски председник Никола Саркози јој је доделио титулу Национални орден Легије части; водећи уредници часописа су је затим прогласили за „Најутицајнију жену у УК“ следећег октобра. Касније награде укључују Freedom of the City of London 2012. и за заслуге у књижевности и филантропији, Order of the Companions of Honour (CH) 2017. године.
Академска тела су Роулингу доделила више почасти. Добила је почасне дипломе Универзитета у Абердину; Универзитет у Сент Ендрузу; Колеџ Дартмут; Универзитет у Единбургу; Edinburgh Napier University; University of Exeter (који је похађала)  и Универзитет Харвард. Роулинг је говорила на церемонији отварања Харварда 2008; исте године освојила је и награду Џејмс Џојс Универзитетског колеџа у Даблину. Њене друге почасти укључују стипендију Краљевског друштва за књижевност (FRSL), Краљевског друштва Единбурга (HonFRSE) и Краљевског колеџа лекара у Единбургу (FRCPE).
Роулингове награде за филм, позориште и криминалистичку фантастику укључују филмску награду Британске академије 2011. за изузетан британски допринос кинематографији за серију филмова о Харију Потеру, награду Лоренса Оливијеа за најбољу нову представу за Хари Потер и уклето дете 2021. и Британску награду 2021. British Book Awards' Crime and Thriller категорију  за пети том њене серије Cormoran Strike.

## Књижевност

### Општа литература
| Награде                            | Година | Категорија                      | Рад                                 | Резултат   | Ref.   |
| ---------------------------------- | ------ | ------------------------------- | ----------------------------------- | ---------- | ------ |
| Британске књижевне награде         | 1997.  | Дечја књига године              | Хари Потер и Камен мудрости         | Освојено   | [ 9 ]  |
| Британске књижевне награде         | 1998.  | Дечја књига године              | Хари Потер и Дворана тајни          | Освојено   | [ 10 ] |
| Британске књижевне награде         | 1999.  | Аутор године                    | Џоана Кетлин Роулинг                | Освојено   | [ 10 ] |
| Британске књижевне награде         | 2000.  | Дечја књига године              | Хари Потер и Ватрени пехар          | Номинација | [ 11 ] |
| Британске књижевне награде         | 2004.  | Књига године                    | Хари Потер и Ред феникса            | Номинација | [ 12 ] |
| Британске књижевне награде         | 2006.  | Књига године                    | Хари Потер и Полукрвни Принц        | Освојено   | [ 13 ] |
| Британске књижевне награде         | 2008.  | Изванредано достигнуће          | Џоана Кетлин Роулинг                | Освојено   | [ 14 ] |
| Британске књижевне награде         | 2009.  | Дечја књига године              | Приповести Барда Бидла              | Номинација | [ 15 ] |
| Британске књижевне награде         | 2017.  | Дечја књига године              | Хари Потер и уклето дете            | Номинација | [ 16 ] |
| Британске књижевне награде         | 2020.  | 30 From 30                      | Хари Потер и Камен мудрости         | Освојено   | [ 17 ] |
| Британске књижевне награде         | 2021.  | Криминалистичке књиге и трилери | Troubled Blood                      | Освојено   | [ 18 ] |
| Карнегијева медаља                 | 1997.  | Карнегијева медаља              | Хари Потер и Камен мудрости         | Похваљено  | [ 19 ] |
| Карнегијева медаља                 | 1999.  | Карнегијева медаља              | Хари Потер и затвореник из Аскабана | Номинација | [ 20 ] |
| Награда Nestlé Smarties Book       | 1997.  | Златна медаља                   | Хари Потер и Камен мудрости         | Освојено   | [ 21 ] |
| Награда Nestlé Smarties Book       | 1998.  | Златна медаља                   | Хари Потер и Дворана тајни          | Освојено   | [ 10 ] |
| Награда Nestlé Smarties Book       | 1999.  | Златна медаља                   | Хари Потер и затвореник из Аскабана | Освојено   | [ 10 ] |
| Награда Шкотског уметничког савета | 1998.  | Дечја књига године              | Хари Потер и Дворана тајни          | Освојено   | [ 10 ] |
| Whitbread Book Awards              | 1999.  | Дечја књига године              | Хари Потер и Дворана тајни          | Номинација | [ 22 ] |
| Whitbread Book Awards              | 2000.  | Књига године                    | Хари Потер и затвореник из Аскабана | Номинација | [ 23 ] |
| Whitbread Book Awards              | 2000.  | Дечја књига године              | Хари Потер и затвореник из Аскабана | Освојено   | [ 23 ] |

### Спекулативна фикција
| Награда               | Гогина | Категорија              | Рад                                 | Резултат   | Ref.   |
| --------------------- | ------ | ----------------------- | ----------------------------------- | ---------- | ------ |
| Награда Брема Стокера | 2000.  | Радови за младе читаоце | Хари Потер и затвореник из Аскабана | Освојено   | [ 24 ] |
| Награда Брема Стокера | 2001.  | Радови за младе читаоце | Хари Потер и Ватрени пехар          | Номинација | [ 24 ] |
| Награда Брема Стокера | 2004.  | Радови за младе читаоце | Хари Потер и Ред феникса            | Освојено   | [ 24 ] |
| Награда Хјуго         | 2000.  | Роман                   | Хари Потер и затвореник из Аскабана | Номинација | [ 24 ] |
| Награда Хјуго         | 2001.  | Роман                   | Хари Потер и Ватрени пехар          | Освојено   | [ 24 ] |
| Locus Award           | 1999.  | Први роман              | Хари Потер и Камен мудрости         | Номинација | [ 24 ] |
| Locus Award           | 2000.  | Фантастични роман       | Хари Потер и затвореник из Аскабана | Освојено   | [ 24 ] |
| Locus Award           | 2019.  | Уметнички роман         | Приповести Барда Бидла              | Номинација | [ 24 ] |
| Митопејске награде    | 1999.  | Књижевност за децу      | Хари Потер и Камен мудрости         | Номинација | [ 24 ] |
| Митопејске награде    | 2000.  | Књижевност за децу      | Хари Потер и затвореник из Аскабана | Номинација | [ 24 ] |
| Митопејске награде    | 2008.  | Књижевност за децу      | Серијал Хари Потер                  | Освојено   | [ 24 ] |
| Награде Небјула       | 2008.  | Награда Андре Нортон    | Хари Потер и реликвије Смрти        | Освојено   | [ 27 ] |

### Криминалистичка фантастика
| Награда                                          | Годиина | Рад            | Резултат   | Ref.   |
| ------------------------------------------------ | ------- | -------------- | ---------- | ------ |
| Златни бодеж                                     | 2015.   | Свилена буба   | Номинација | [ 28 ] |
| Златни бодеж                                     | 2021.   | Troubled Blood | Номинација | [ 29 ] |
| Челични бодеж Иана Флеминга                      | 2021.   | Troubled Blood | Номинација | [ 29 ] |
| Theakston's Old Peculier Crime Novel of the Year | 2016.   | Career of Evil | Номинација | [ 30 ] |

## Филм и позориште
| Награда                           | Година | Категорија                                  | Рад                            | Резултат | Ref.   |
| --------------------------------- | ------ | ------------------------------------------- | ------------------------------ | -------- | ------ |
| Награде БАФТА                     | 2010   | Изузетан британски допринос кинематографији | Хари Потер (филмски серијал)   | Освојено | [ 32 ] |
| Дечје награде Британске академије | 2011   | Играни филм                                 | Хари Потер и реликвије Смрти 2 | Освојено | [ 33 ] |
| Награде Лоренса Оливијеа          | 2017   | Најбоље ново извођење                       | Хари Потер и уклето дете       | Освојено | [ 34 ] |
| Награде Тони                      | 2018   | Најбоље извођење                            | Хари Потер и уклето дете       | Освојено | [ 35 ] |

## Награде за каријеру

### Држава
| Година | Држава               | Титула                                | Цитирање                          | Ref.   |
| ------ | -------------------- | ------------------------------------- | --------------------------------- | ------ |
| 2000.  | Uједињено Краљевство | Орден Британског царства              | Услуге књижевности за децу        | [ 36 ] |
| 2003.  | Шпанија              | Награда принца од Астурије за Конкорд | Књижевност за децу                | [ 37 ] |
| 2008.  | Уједињено Краљевство | Единбуршка награда                    | Прилози за Единбург               | [ 38 ] |
| 2009.  | Француска            | Национални орден Легије части         |                                   | [ 5 ]  |
| 2012.  | Уједињено Краљевство | Слобода лондонског Ситија             | Услуге књижевности за децу        | [ 39 ] |
| 2017.  | Уједињено Краљевство | Орден пратилаца части (CH)            | Услуге књижевности и филантропије |        |

### Академски
| Година | Институција                              | Част                 | Ref.          |
| ------ | ---------------------------------------- | -------------------- | ------------- |
| 2000.  | Колеџ Дартмут                            | Почасни степен       | [ 40 ] [ 41 ] |
| 2000.  | Edinburgh Napier University              | Почасни степен       | [ 42 ]        |
| 2000.  | University of Exeter                     | Почасни степен       | [ 7 ]         |
| 2000.  | Универзитет у Сент Ендрузу               | Почасни степен       | [ 43 ]        |
| 2002.  | Royal Society of Edinburgh               | Fellowship (HonFRSE) | [ 44 ]        |
| 2002.  | Royal Society of Literature              | Fellowship (FRSL)    | [ 45 ]        |
| 2004.  | Универзитет у Единбургу                  | Почасни степен       | [ 46 ] [ 47 ] |
| 2006.  | Универзитет у Абердину                   | Почасни степен       | [ 48 ] [ 49 ] |
| 2008.  | Универзитет Харвард                      | Почасни степен       | [ 8 ]         |
| 2008.  | Дабински универзитетски колеџ            | Награда Џејмс Џојс   | [ 40 ]        |
| 2017.  | Royal College of Physicians of Edinburgh | Fellowship (FRCPE)   | [ 50 ]        |

### Популарна култура
| Година | Награђен од                                     | Назив                                  | Резултат       | Ref.   |
| ------ | ----------------------------------------------- | -------------------------------------- | -------------- | ------ |
| 1999.  | Glamour (часопис)                               | Жена године                            | Освојено       | [ 51 ] |
| 2007.  | Time (часопис)                                  | Особа године                           | Другопласирани | [ 4 ]  |
| 2007.  | Барбара Волтерс (American Broadcasting Company) | Најфасцинантнија личност године        | Освојено       | [ 52 ] |
| 2010.  | National Magazine Company                       | Најутицајнија жена у Великој Британији | Освојено       | [ 6 ]  |

### Остало
| Година | Организација                                     | Награда                                       | Ref.   |
| ------ | ------------------------------------------------ | --------------------------------------------- | ------ |
| 2007.  | Blue Peter                                       | Gold Blue Peter badge                         | [ 53 ] |
| 2010.  | Комитет за књижевност Ханса Кристијана Андерсена | Награда за књижевност Ханс Кристијан Андерсен | [ 54 ] |
| 2016.  | PEN America                                      | PEN/Allen Foundation Literary Service Award   | [ 55 ] |
| 2018.  | Museum of Pop Culture                            | Science Fiction and Fantasy Hall of Fame      | [ 24 ] |
| 2019.  | Robert F. Kennedy Human Rights                   | Ripple of Hope Award (враћено 2020.)          | [ 56 ] |